# Avant-poste du Collet-du-Pilon
L'avant-poste du Collet-du-Pilon était une fortification faisant partie de la ligne Maginot alpine, construite dans les années 1930 sur la commune de Castellar dans les Alpes-Maritimes, juste à l'ouest de la frontière franco-italienne.
De taille modeste, composé de cinq petits blocs bétonnés, l'avant-poste fut utilisé par les troupes alpines en juin 1940. Il est désormais enseveli.

## Histoire
Le chantier de construction est confié en 1930 à la main-d'œuvre militaire (MOM) : les troupes alpines durent réaliser elles-mêmes leurs fortifications, par souci d'économie (les crédits nécessaires furent pris sur ceux d'instruction), pendant la période estivale. Cet avant-poste était destiné à défendre la commune, le Plan du Lion et la ville de Menton contre d'éventuelles infiltrations de soldats italiens par les hauteurs.  
L'ouvrage servit du 14 au 24 juin 1940 lors des combats de la bataille des Alpes, quelques jours après l'entrée en guerre de l'Italie contre la France.
En 1991, la commune décida de construire un stade sur l'ouvrage, le remblai recouvrant l'avant-poste : il ne reste que peu d'éléments visibles.

## Description
Il s'agit d'un avant-poste, une construction bien plus modeste que les gros ouvrages, utilisant beaucoup moins de béton (à l'épreuve seulement des obus de 105 mm) et de cuirassement. Il n'y a pas d'électricité, l'éclairage se faisait avec des lampes à pétrole, les ventilateurs fonctionnent à bras, il y a des latrines, une cuisine et des réserves d'eau, de vivres et de munitions.
Situé sur la première ligne de fortifications, la ligne des avant-postes, l'ouvrage du Collet-du-Pilon avait cinq blocs de combat, reliés par des galeries :
- blocs 1 et 2 : entrées (côté nord et côté sud) sans défense ;
- bloc 3 : poste optique avec fusil mitrailleur (MAC modèle 1924/1929) ;
- bloc 4 : observatoire équipé d'une cloche type Saint-Jacques (composée de plusieurs éléments, ce qui facile son transport en montagne) ;
- bloc 5 : casemate pour une mitrailleuse (Hotchkiss modèle 1914).